# Asma al-Assad
Asmāʾ Akhras, coniugata al-Asad (in arabo أسماء الأخرس‎?; Ealing, 11 agosto 1975), è la moglie dell'ex presidente della Siria Bashar al-Asad.

## Biografia
Asmāʾ al-Asad è nata ad Acton, distretto del borough londinese di Ealing, nel 1975, in una benestante famiglia siriana di religione musulmana sunnita proveniente dalla città di Homs. Il padre, Fawaz Akhras, era cardiologo, mentre la madre lavorava all'ambasciata siriana di Londra.
Conosce il futuro marito Bashar al-Assad, figlio dell'allora presidente Hafiz, quando Bashar studia oftalmologia a Londra fra il 1992 e il 1994. Alla morte di Basil al-Assad, fratello maggiore di Bashar e fino a quel momento considerato l'erede designato del padre, Bashar torna in Siria per essere addestrato al ruolo di presidente.
Asma si laurea in informatica nel 1996, e studia inoltre letteratura francese. Nel 1997 comincia a lavorare presso la sede londinese della Deutsche Bank come analista nel ramo vendita ed acquisto di fondi speculativi, occupandosi dei clienti nell'Estremo Oriente e in Europa. Passa poi, un anno dopo, alla J.P. Morgan (l'attuale JPMorgan Chase), dove lavora fino al matrimonio nel 2000.
Torna a vivere in Siria nel novembre del 2000 e il mese successivo sposa Bashar al-Assad, che a giugno era diventato Presidente in seguito alla morte del padre Hafiz.
A differenza delle precedenti first ladies siriane, Asmāʾ al-Asad mantiene un alto profilo, occupandosi in prima persona di eventi caritatevoli, ma anche politici e diplomatici. Dà vita a progetti per lo sviluppo economico della Siria, tra cui la prima ONG siriana per lo sviluppo rurale, il Fondo per lo sviluppo rurale integrato della Siria (Fund for Integrated Rural Development of Syria o F.I.R.D.O.S.) che si occupa di sviluppo rurale sostenibile.
Si è occupata anche di educazione femminile nel mondo arabo e del ruolo delle donne imprenditrici, della diffusione dei libri per bambini, dello sviluppo dell'informatica.
La sua attività nell'appoggiare eventi culturali, e in particolare storici ed artistici, le è valso il conferimento, da parte dell'Università La Sapienza di Roma, di una laurea honoris causa in archeologia.
Asmāʾ e Bashar al-Asad hanno tre figli, Hafez, Zein e Karim, nati rispettivamente intorno al 2003, al 2005 e al 2006.

## Figura pubblica

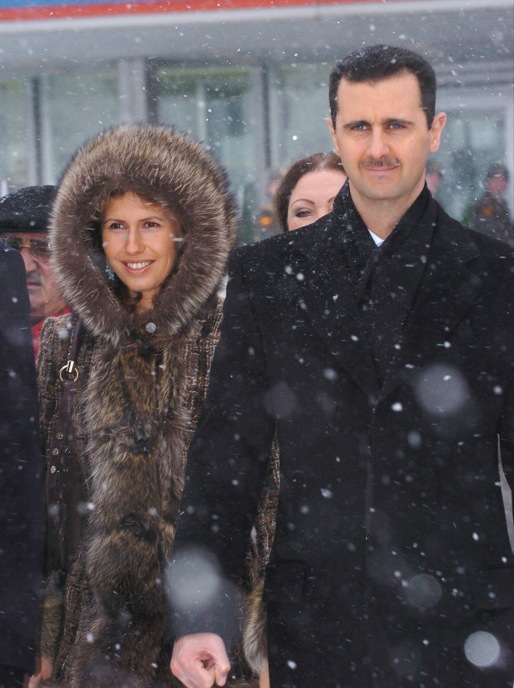
Asma al-Assad con il marito a Mosca

Asma al-Assad è stata descritta dagli analisti e dai media come una figura importante nelle relazioni pubbliche del governo siriano. È stato dato risalto alle sue posizioni progressiste sui diritti e l'educazione delle donne. Il suo stile glamour nel vestire ha conquistato l'attenzione dei media. Con la Guerra civile siriana, tuttavia, la sua immagine pubblica ha subito un duro colpo, a causa di numerose cronache sulle sue spese ostentate e stravaganti, dalle quali è emersa la nuova immagine di "una donna più vicina in spirito ad Imelda Marcos, e non più quella di consigliere moderato agli eccessi del marito, come era invece vista fino a prima della rivolta."
Alcuni commentatori hanno criticato la First Lady siriana per essere rimasta silenziosa durante la rivolta Siriana, spingendola ad effettuare attraverso un rappresentante, nel febbraio 2012, la sua prima dichiarazione ai media internazionali dopo oltre un anno dall'inizio delle prime proteste. Il suo rappresentante ha spedito una e-mail al giornale The Times di Londra, in cui si dichiarava a nome della First Lady: "Il Presidente è il Presidente della Siria, non di una fazione dei Siriani, e la first lady lo supporta in questo ruolo."
Nel marzo 2011, la rivista Vogue ha pubblicato un articolo positivo sulla first lady, ma questo è stato rimosso dal sito di Vogue senza commenti nella primavera stessa. In risposta alle domande poste dai media rispetto alla rimozione del profilo della first lady siriana, l'editore di Vogue ha affermato che "In seguito alla nostra intervista, man mano che i terribili eventi dello scorso anno e mezzo si sono verificati in Siria, è diventato chiaro che le sue priorità ed i suoi valori [in Siria] erano completamente agli antipodi rispetto a quelli di Vogue". Secondo la testata giornalistica The New York Times, l'articolo era parte di una campagna del governo siriano, che aveva pagato la compagnia di pubbliche relazioni Brown Lloyd James per intavolare un legame con la rivista Vogue.
Il 23 marzo 2012, i ministri dell'Unione europea hanno congelato i suoi beni e messo in atto delle limitazioni ai viaggi in Europa per la first lady ed altri membri della sua famiglia. Tuttavia ad Asma al-Assad è ancora permesso di viaggiare nel Regno Unito a causa della sua nazionalità Britannica.
Il 16 aprile 2012, Huberta von Voss Wittig e Sheila Lyall Grant, rispettivamente le mogli dell'ambasciatore tedesco ed inglese alle Nazioni Unite, hanno pubblicato un video di quattro minuti chiedendo ad Asma al-Assad di schierarsi apertamente per la pace e di imporre al marito di porre fine allo spargimento di sangue nel suo Paese.
Nell’agosto del 2018 con un annuncio della presidenza siriana è stato comunicato che Asma Al Assad è in cura per un tumore maligno al seno.